# Альянс жінок та чоловіків за медичну марихуану
Альянс жінок та чоловіків за медичну марихуану (англ. Wo/Men's Alliance for Medical Marijuana, WAMM) — це некомерційна організація, яка розповсюджує медичну марихуану та знаходиться в Санта-Крус, Каліфорнія. Організацію заснувала Валері Левероні Коррал та її тодішній чоловік Майкл Коррал в 1993 році. Члени Альянсу отримують медичний каннабіс за собівартістю, а для тих, хто не в змозі оплатити повну вартість каннабісу існує окрема програма підтримки. Альянс жінок та чоловіків за медичну марихуану став першою організацією, яка отримала статус неприбуткової від уряду Сполучених Штатів Америки.

## Створення
В 1973 році, в результаті аварії, Валері Коррал отримала травми, які призвели до таких постійних проблем, як епілепсія та сильний головний біль. Постійний прийом ліків не допомагав, тоді чоловік Коррал запропонував спробувати їй марихуану. Валері Коррал виявила, що регулярне вживання марихуани допомогло полегшити її біль.
У 1992 році подружжя заарештували за вирощування п'яти рослин марихуани. Валері Коррал стала першою пацієнткою в Каліфорнії, яка наважилася оскаржити існуючий закон, використовуючи докази необхідності використання марихуани в медичних цілях. Прокурори закрили справу, але вже через рік пару знов заарештували. Тоді окружний прокурор заявив, що не має наміру притягувати їх до відповідальності і попросив правоохоронні органи залишити подружжя Корралів у спокої.
У 1993 році Валері та Майкл Коррал створили Альянс жінок і чоловіків за медичну марихуану.
Валері Коррал була ключовим гравцем у розробці та ухваленні Закону 1996 року — який дозволяв пацієнтам за рекомендацією лікаря використовувати марихуану в лікувальних цілях. Альянс називають законною організацією по продажу медичної марихуани в країні.

## Члени Альянсу
У багатьох членів Альянсу невиліковна або серйозна хвороба. У період з 1993 по 2010 рік померло 223 члена. У 2009 в організації перебувало 24 неповнолітніх.

## Госпісна допомога
Валері Коррал заснувала госпісний центр для пацієнтів, які вживають медичну марихуану для полегшення симптомів, пов'язаних із різними невиліковними захворюваннями.

## Рейд
5 вересня 2002 року Управління боротьби з наркотиками здійснило рейд в Альянсі, в результаті якого подружжя Коррали були заарештовані, а рослини марихуани знищені. Дії працівників Управління боротьби з наркотиками піддалися осуду, як високопосадовцями, так і членами Альянсу.

## Підтримка
Керівники та жителі міста Санта-Крус відкрито підтримували діяльність Альянсу. Після рейду 2002 року, Корралам було дозволено роздавати марихуану на сходах мерїї. В 2003 році місто Санта-Крус спільно з Альянсом подали скаргу на Управління боротьби з наркотиками. У 2004 році суддя відхилив скаргу, а в 2008 році було винесено рішення на користь Альянсу.